# Autoportrait à la toque sur fond d'architecture
Pour les articles homonymes, voir Autoportrait (homonymie).
Autoportrait à la toque sur fond d'architecture est un tableau réalisé par Rembrandt vers 1635 puis continué par un ou des artistes anonymes vers 1639. Il fait partie des autoportraits de Rembrandt et est conservé au musée du Louvre de Paris.

## Paternité
Le tableau est signé et daté à droite : « Rembrandt f. / 1637 », mais n'est probablement pas autographe et la date semble antidatée,,,. Le Rijksbureau voor Kunsthistorische Documentatie n'hésite pas à seulement « attribuer » le tableau à Rembrandt voire à son atelier sur la base des conclusions de 2014 du Rembrandt Research Project,.

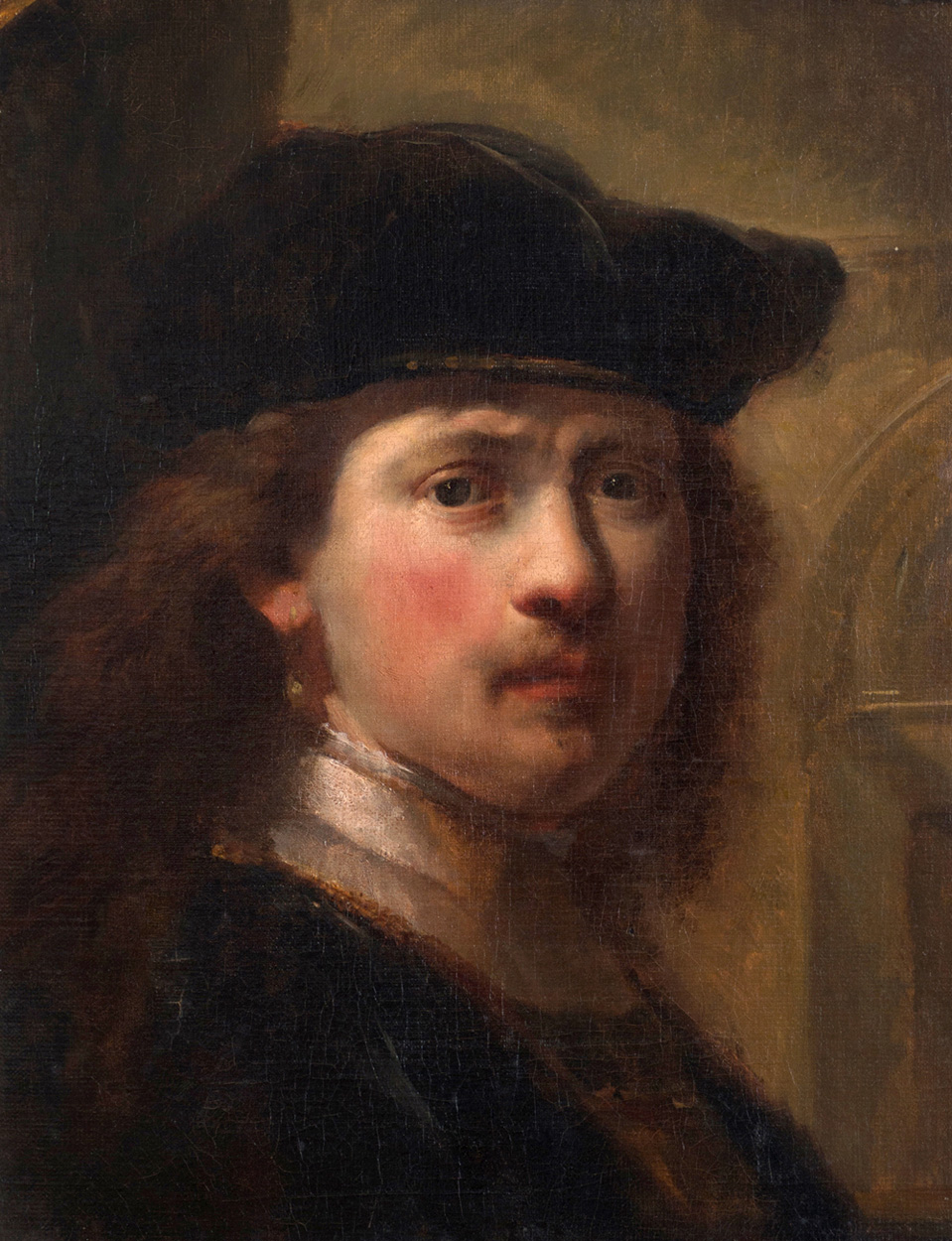
Portrait de Rembrandt, par Govert Flinck (1940, coll. priv.).

Horst Gerson, dont le catalogue raisonné de Rembrandt de 1968, ouvrage de référence sur l'œuvre peint de Rembrandt qui a servi de modèle au Rembrandt Research Project, suggère que son auteur est en fait Govert Flinck, un élève de Rembrandt, dont on connaît un Portrait de Rembrandt (1640) fort similaire et basé sur l'Autoportrait à la toque sur fond d'architecture.
Le visage ainsi qu'une partie du col semblent avoir bel et bien été peints par Rembrandt, tandis que le reste est constitué d'apports postérieurs réalisés par d'autres artistes ; Christopher White et Quentin Buvelot suggèrent même que la première version a été complétée par Rembrandt puis recouverte par quelqu'un d'autre. Il semble donc acquis qu'une première version originale de 1635 est peinte par Rembrandt, mais que le tableau dans son état actuel est le fruit d'une deuxième phase lors de laquelle une autre main est intervenue. L'intervention de Rembrandt et de ses élèves est même exclue pour ce qui concerne le reste du costume, la longue chevelure et l'architecture, qui s'écartent trop du style de Rembrandt,.

## Description

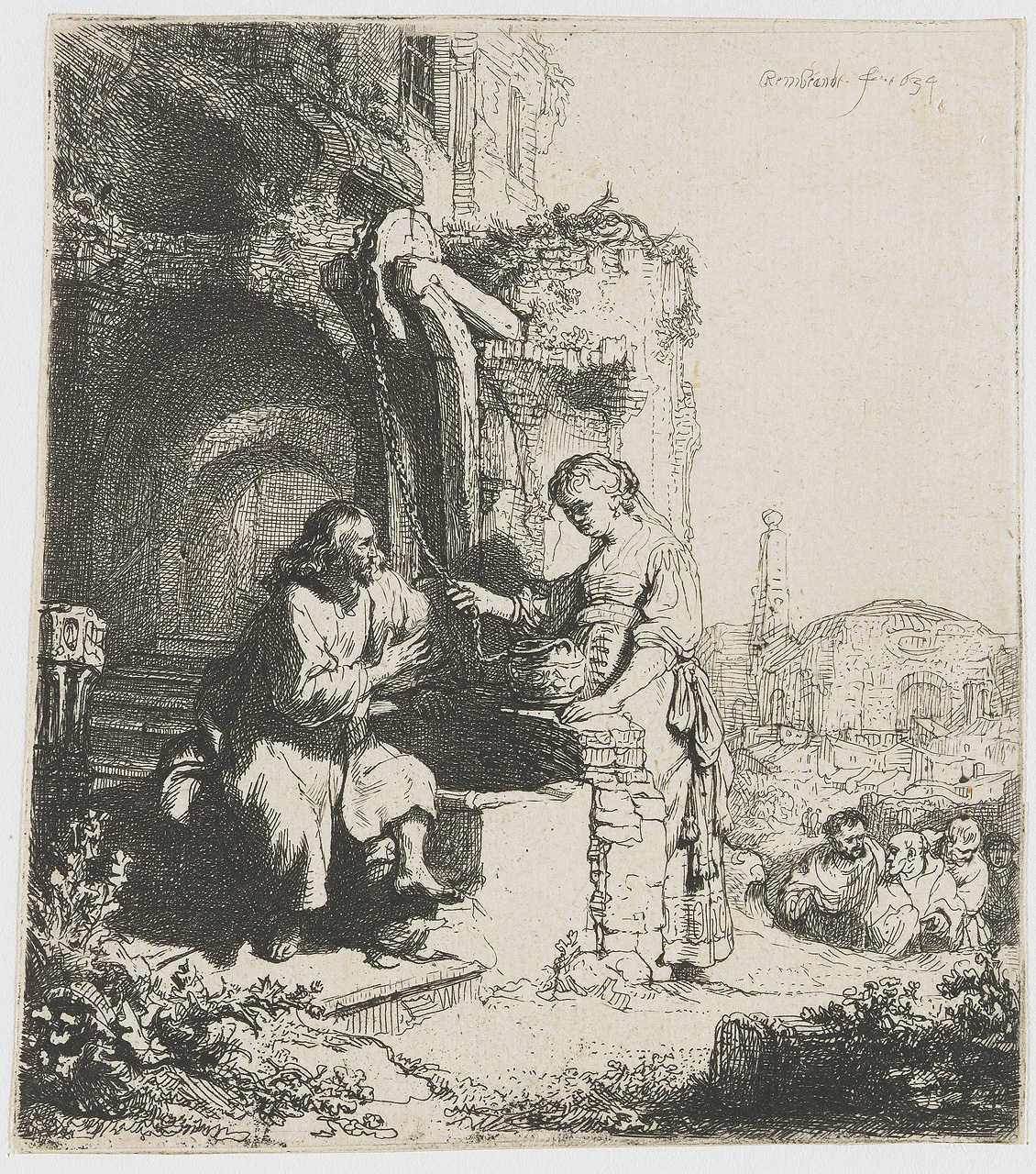
La gravure La Samaritaine, dite aux ruines (1634).

Rembrandt est représenté portant un béret noir, un gilet blanc avec un petit col plissé à la bordure décorée et une cape en velours foncé, bordée sur le dessus d'une bordure dorée et maintenue haut sur la poitrine par une boucle dorée. Ses cheveux sont longs et bouclés d'un brun foncé et il porte une boucle d'oreille à l'oreille droite. Il pose devant un ensemble architectural.
Ce portrait ou autoportrait est peint sur bois dans un format ovale de 80,5 × 62,8 cm, mais a d'abord été rectangulaire. Il est en effet admis grâce à la radiographie de la toile qu'il a été peint en deux temps : il semble avoir été une copie de l'eau-forte de Rembrandt de 1634 La Samaritaine, dite aux ruines (B. 71), une ébauche probablement exécutée par un élève de Rembrandt, avant de servir de support à l'autoportrait,.

## Provenance
L'Autoportrait à la toque sur fond d'architecture a été acheté par le marchand d'art Alexandre Joseph Paillet à Londres en 1785 pour la collection de Louis XVI, avec l’aval du peintre Hubert Robert,.
Il intègre les collections du Département des Peintures du musée du Louvre en 1793, où il demeure depuis, et appartient à l'État français. L'année 1793 est aussi l'année de l'exposition inaugurale du Louvre, lors de laquelle le tableau est exposé.

## Postérité
En plus du tableau de Govert Flinck de 1640, l'Autoportrait à la toque sur fond d'architecture a fait l'objet d'au moins deux gravures de reproduction :
- Portrait de Rembrandt, eau-forte de Philibert Boutrois[c] d'après Michał Płoński (pl)[d] (1807, Bibliothèque nationale de France)[10],[2].
- Portret van Rembrandt van Rijn (1606-1669), lithographie de Willem de Koning[e] (1842, Rijksbureau voor Kunsthistorische Documentatie)[11].